# Jon Diebler
Jon Keith Diebler (nacido el 22 de junio de 1988 en Sylvania, Ohio) es un exjugador de baloncesto estadounidense que pertenece a la plantilla del Hapoel Tel Aviv B.C. de la Ligat Winner. Con 1,98 metros de estatura, juega en la posición de escolta. Desde 2022 ejerce como director de reclutamiento para los Butler Bulldogs de la División I de la NCAA.

## Trayectoria deportiva

### Universidad
Jugó cuatro temporadas con los Buckeyes de la Universidad Estatal de Ohio, en las que promedió 10,7 puntos, 2,8 rebotes y 1,9 asistencias por partido.
En marzo de 2010 sobrepasó a Jamar Butler en el récord de su universidad en anotar triples, al lograr el número 243 de su carrera. Esa temporada fue incluido en el tercer mejor quinteto de la Big Ten Conference.

### Profesional
Fue elegido en la quincuagésimo primera posición del 2011 por Portland Trail Blazers, pero acabó fichando por el Panionios B.C. de la A1 Ethniki.
Al año siguiente fichó por el Pınar Karşıyaka turco, donde jugó tres temporadas, promediando en la última 13,4 puntos y 3,7 rebotes por partido, con los que se proclamó campeón de liga.
En julio de 2015 fichó por el Anadolu Efes. donde estuvo una temporada.
La temporada siguiente la jugó defendiendo los colores del Galatasaray y la 2017-18 la disputó en las filas del Beşiktaş J.K..
En agosto de 2018 firma por un año con el Darüşşafaka S.K..
En verano de 2020, firma con el Hapoel Tel Aviv B.C. de la Ligat Winner, para disputar la temporada 2020-21.